# Europejskie Igrzyska Halowe w Lekkoatletyce 1968 – bieg na 400 m mężczyzn
Bieg na 400 metrów mężczyzn – jedna z konkurencji biegowych rozgrywanych podczas lekkoatletycznych europejskich igrzysk halowych w hali Palacio de Deportes w Madrycie. Eliminacje i bieg finałowy zostały rozegrane 10 marca 1968. Zwyciężył reprezentant Polski Andrzej Badeński. Tytułu z poprzednich igrzysk nie obronił Manfred Kinder z RFN, który odpadł w eliminacjach.

## Rezultaty

### Eliminacje
Rozegrano 3 biegi eliminacyjne, do których przystąpiło 11 biegaczy. Awans do finału dawało zwycięstwo w swoim biegu (Q). Skład finału uzupełnił zawodnik z najlepszym czasem wśród przegranych (q).
Opracowano na podstawie materiału źródłowego.
Bieg 1
| Miejsce | Zawodnik        | Czas  | Uwagi |
| ------- | --------------- | ----- | ----- |
| 1       | Jan Balachowski | 47,50 | Q     |
| 2       | Hans Reinermann | 48,2  |       |
| 3       | Ramón Magariños | 48,3  |       |
| 4       | Igor Krupička   | 49,7  |       |

Bieg 2
| Miejsce | Zawodnik             | Czas  | Uwagi |
| ------- | -------------------- | ----- | ----- |
| 1       | Colin Campbell       | 47,74 | Q     |
| 2       | Aleksandr Bratczikow | 47,8  | q     |
| 3       | Noel Carroll         | 48,7  |       |

Bieg 3
| Miejsce | Zawodnik                 | Czas  | Uwagi |
| ------- | ------------------------ | ----- | ----- |
| 1       | Andrzej Badeński         | 47,61 | Q     |
| 2       | Manfred Kinder           | 48,5  |       |
| 3       | Stjepan Kremer           | 49,3  |       |
| 4       | José Barceló de Carvalho | 49,7  |       |

### Finał
Opracowano na podstawie materiału źródłowego.
| Miejsce | Zawodnik             | Czas  |
| ------- | -------------------- | ----- |
| 1       | Andrzej Badeński     | 47,04 |
| 2       | Aleksandr Bratczikow | 47,3  |
| 3       | Jan Balachowski      | 47,3  |
| 4       | Colin Campbell       | 47,6  |